# Guy Torry
Guy Torry est un acteur et producteur américain, né le 5 janvier 1969 à St. Louis, dans le Missouri (États-Unis).

## Filmographie

### comme acteur
- 2005 : Phat Comedy Tuesdays, Vol. 2 (vidéo)
- 1996 : Spoof Movie (Don't Be a Menace to South Central While Drinking Your Juice in the Hood) : Doo Rag's Father
- 1996 : L'Équipe du collège (Sunset Park) : Boo Man
- 1997 : Retour en force (Back in Business) : Little Train
- 1997 : 187 code meurtre (One Eight Seven) : Voice in Crowd
- 1997 : The Good News (série télévisée) : Little T
- 1998 : Ride : Indigo
- 1998 : American History X : Lamont
- 1999 : Perpète (Life) de Ted Demme : Radio
- 1999 : Trippin' (en) de David Raynr : Fish
- 1999 : Dorothy Dandridge (Introducing Dorothy Dandridge) (TV) : First Actor
- 1999 : Deux privés à Vegas (The Strip) (série télévisée) : Jesse Weir
- 2000 : X-Files (saison 8, épisode Combattre le passé) : Shorty, un détenu
- 2000 : The '70s (TV) : Dexter Johnson
- 2000 : Ginger (série télévisée) : Wilbur 'Will' Patterson (voix)
- 2001 : Tara (vidéo) : Courtney
- 2001 : Late Friday (série télévisée) : Host
- 2001 : Animal! L'animal... (The Animal) : Miles
- 2001 : Pearl Harbor : Teeny Mayfield
- 2001 : Pas un mot (Don't Say a Word) : Dolen
- 2003 : With or Without You
- 2003 : Jonah : The Demon
- 2003 : Le Maître du jeu (Runaway Jury) de Gary Fleder : Eddie Weese
- 2005 : Midnight Clear : Michael Pressmore
- 2005 : Slow Burn (en)
- 2006 : Funny Money : Angel
- 2006 : Dead and Deader : Judson

### comme producteur
- 2005 : Phat Comedy Tuesdays, Vol. 3 (vidéo)